# Тан, Лин
Тан Манг Лин (род. 9 октября 1974, Куала-Лумпур), сокращённо Лин Тан, — малайзийская супермодель китайского происхождения, живёт в Нью-Йорке. Первая супермодель из Юго-Восточной Азии, она участвовала в сотнях модных показов и была запечатлена лучшими модными фотографами.

## Ранний период жизни
Тан родилась и выросла в Куала-Лумпуре, Малайзия, и имеет китайское происхождение. У неё есть младшая сестра, которая также является моделью. Её отец был таксистом, а мать — швеёй. Она получила образование в китайской школе и говорит на четырёх китайских диалектах, а также на малайском и английском языках. До того как Тан начала карьеру модели, она изучала искусство и дизайн.

## Начало карьеры
Её карьера началась, когда она приняла участие в местном конкурсе The Asian Model Search в Малайзии, где она заняла первое место в малайзийской секции. Затем она стала первой моделью, занявшей второе место в международном финале конкурса в 1994 году.
Её первый большой прорыв произошёл, когда менеджер по рекламе заметил её на небольшом показе мод, ждущей друга в вестибюле гостиницы. Затем Тан появилась в рекламной кампании Tiger Beer. Эти рекламные ролики привели Тан к успеху, и она стала самой популярной моделью в Малайзии. Европейские и американские дизайнеры, демонстрирующие свои коллекции в Малайзии, были впечатлены талантом Тан и пригласили её в Нью-Йорк.

## Успех
Тан принимала участие в сотнях шоу в Нью-Йорке, Лондоне, Милане, Риме и Париже. Согласно Fashion Model Directory, она появилась на более чем 30 показах осенью 1997 года / зимой 1998 года и весной / летом 1998 года.
Первое подиумное шоу Тан было шоу «Весна / Лето 1995» Zang Toi в ноябре 1994 года. Тан работала со многими ведущими дизайнерами, в том числе Giambattista Valli, Эли Саабом, Карлом Лагерфельдом, Yves Saint Laurent, Томом Фордом, Emporio Armani, Donna Karan, Chanel. Она появилась на снимках ведущих модных фотографов, включая Ирвинга Пенна, Марио Тестино, Питера Линдберга и Ричарда Аведона, который фотографировал Тан для календаря Пирелли в 1997 году.
Тан появился на обложках и страницах ведущих модных журналов. Ей посвящена статья на 12 страниц в итальянском Vogue, а также в Vogue США и Vogue Китай. Она появилась на обложках Vogue Германии в ноябре 1998 года, Vogue Корея в апреле 1999 года и Vogue Сингапур в 1996 году. Она появилась в журнале Prestige Magazines в Малайзии вместе с малайзийским дизайнером обуви Jimmy Choo.
Тан участвовала в рекламных кампаниях, таких как Ann Taylor’s 50th Anniversary «50 Women», онлайн-кампания « Банановая республика» весной 2009 года, Bergdorf Goodman, рекламная кампания «Bloomingdale’s Holiday» в 2007 году, « Old Navy Perfect Summer» летом 2008 и Ив Сен-Лоран. Тан появлялась в телевизионной рекламе ароматов Emporio Armani, FORD Car, La Poste и Pantene Hair Color. Она также появилась в музыкальном видео Джорджа Майкла для его хита «Fastlove».
После долгого перерыва Тан отправилась на шоу Givenchy Осень / Зима 2010 в Париже и снялась в видео для Поло Ральф Лорен для кампании Осень 2010. В 2011 году Тан вместе с Ясмин Варсаме, Эльзой Бенитес и Жакеттой Уилер стали лицом кампании L’Oréal Code Breaker «Зима 2010» и «Весна 2011». Лин Тан и её младшая сестра Эйн Тан появились вместе на обложках Harper’s Bazaar Malaysia и Harper’s Bazaar Сингапур. В 2014 году Тан выступила в качестве специального гостя в последнем эпизоде Asia’s Next Top Model.

## Модельные агентства
Тан подписала контракт с The Model CoOp в Нью-Йорке и Innovative Artists Talent And Literary Agency, также в Нью-Йорке. Она также подписала контракт с Elite Paris, Elite Toronto, Munich Models и UNO Models в Барселоне. Ранее она подписывала контракты с IMG и Wilhelmina Models в Нью-Йорке.